# Nils Hauert
Nils Hauert (* 15. Juli 1983) ist ein Schweizer Rollhockey-Torhüter. Hauert wuchs in Uttigen auf und verbrachte fast seine ganze Juniorenzeit beim RSC Uttigen, ehe er 2001 zum SC Thunerstern wechselte. Im Frühling 2007 unterzeichnete er beim italienischen Serie-A-Topteam Toyota Marcante Valdagno einen Profivertrag.

## Nationale Erfolge
Mit 18 Jahren verliess er als zweifacher NLA-Schweizermeister den RSC Uttigen zum SC Thunerstern, wo er im ersten Jahr gleich U20-Schweizermeister wurde. In der Saison 2005 wurde er mit dem SC Thunerstern NLA-Schweizermeister. Ein Jahr später gewann er mit Thunerstern in Montreux das Cupfinale gegen Biasca mit 1:0.
Nach seiner schweren Knieoperation im Februar 2008 musste er seine noch junge Karriere beenden, doch im 2009 kehrte er in den Sport zurück und erhielt bei seinem Ex-Club Thunerstern einen neuen Vertrag. Nach fast 2 Jahren Verletzungspause kehrte er Ende November in Biasca zurück in die NLA.

## Internationale Erfolge
Bereits mit 15 Jahren wurde er Stammtorhüter der U-17 Schweizer Nationalmannschaft. 1999 gewann er seine erste internationale Medaille, im Spiel um Bronze gelang ein 4:0-Sieg über Italien.
Im Sommer 2002 wurde er in die Nationalmannschaft berufen. Bei der Europameisterschaft in Florenz erreichte er mit der Schweiz den 5. Rang. In La Roche sur Yon (4. Rang) stand er 2004 wiederum bei einer EM im Tor der Schweizer Nationalmannschaft.
Die erste Weltmeisterschaft bestritt er 2005 in San José in Kalifornien. Nach über 35 Jahren erreichte die Schweiz dort wieder einen Platz unter den Top 5.
Ein Jahr später parierte er im Halbfinale gegen den ehemaligen Weltmeister Italien im Penaltyschiessen 4 Penaltys. Die Schweiz stand nach 75 Jahren zum ersten Mal wieder in einem EM-Finale. Der grösste Erfolg in seiner noch jungen Karriere war der Vizeweltmeistertitel 2007 bei der WM in Montreux. Durch diese internationalen Erfolge wurden die Proficlubs im Ausland auf ihn aufmerksam. Er erhielt einen Profivertrag beim italienischen Top-Club Toyota Marcante Valdagno.
Nach seiner beinahe zweijährigen Verletzungspause kehrte Hauert wieder in den Sport zurück. Nur 18 Monate später war er wieder Stammtorhüter in der Nationalmannschaft und die Nummer 1 bei der Weltmeisterschaft 2011 in San Juan Argentinien.

## Serie A
Im Frühling 2007 unterzeichnete er beim italienischen Serie-A-Top Club Toyota Marcante Valdagno einen Profivertrag. Der Proficlub aus dem Veneto, ca. 25 km von Vicenza entfernt, wurde durch seine starken Auftritte bei der EM 2006 in Monza und den Europacupspielen mit Thunerstern auf ihn aufmerksam. Doch nach nur 6 Monaten in der Serie A musste er aufgrund einer sehr schweren, komplizierten Knieverletzung in die Schweiz zurückkehren.